# Voo AirAsia 8501
AirAsia 8501 (QZ8501/AWQ8501) foi um voo da companhia aérea malaia AirAsia que caiu no Mar de Java em rota de Surabaia, na Indonésia, para Singapura, em 28 de dezembro de 2014, com 155 passageiros e sete membros da tripulação a bordo, sem deixar sobreviventes. Seus destroços foram localizados dois dias depois no fundo do Estreito de Karimata, a mais de 100 km de onde havia enviado o último sinal de comunicação.
Foi o primeiro acidente fatal ocorrido na companhia em mais de vinte anos de operação.

## Acidente
O avião decolou do Aeroporto Internacional Juanda, em Surabaia, às 05h35 hora local (UTC+7) e era previsto pousar no Aeroporto de Singapura às 08:30 SGT (UTC+8). A aeronave perdeu contato com o controle de tráfego aéreo às 07h24, na hora local, enquanto sobrevoava o Mar de Java, entre Kalimantan e Java em velocidade e altitude normais de cruzeiro. Durante o voo, o comandante solicitou ao controle de tráfego aéreo para virar à esquerda devido ao mau tempo, no que foi atendido, mas teve negada a permissão para o avião subir de 32 000 pés (9 754 m) para 38 000 pés (11 580 m) porque havia outra aeronave voando a essa altitude. Pouco depois, uma hora após a decolagem, desapareceu dos radares.
Cerca de 30 navios e 21 aviões de Indonésia, Austrália, Malásia, Singapura, Coreia do Sul e Estados Unidos estiveram envolvidos nas buscas. Destroços do avião e corpos foram encontrados no mar pelas equipes de busca em 30 de dezembro, no Estreito de Karimata, a cerca de 110 milhas náuticas (203,7 km) a sudoeste da cidade de Pangkalan Bun. Dos sete corpos encontrados até 30 de dezembro, quatro eram de homens e três de mulheres, uma delas com uniforme de comissária de bordo. O sonar de um navio da equipe de buscas  e resgate localizou a fuselagem do avião no fundo do estreito, de teto para baixo e quebrada em várias partes, a uma profundidade entre 30 e 50 metros. Os destroços do Airbus A320-200 foram localizados a mais de 100 km do último sinal enviado pela tripulação  e a cerca de 3–3,5 km dos primeiros destroços e corpos encontrados no mar. Em 2 de janeiro, as equipes de resgate já haviam retirado 30 corpos do mar. Equipes internacionais de busca com equipamentos acústicos chegaram ao local da tragédia mas as péssimas condições climáticas impediram a continuação dos trabalhos, apesar de navios com sonares continuarem a varrer o fundo do mar.

## Aeronave
A aeronave era um Airbus A320-200, número de série 3648, registro PK-AXC, equipada com dois motores CFMI CFM56-5B6/3. Fez seu primeiro voo em 25 de setembro de 2008 e foi entregue à AirAsia em 15 de outubro do mesmo ano. Sua última manutenção programada foi em 16 de novembro de 2014  e tinha 23 000 horas de voo com 13 600 voos realizados. Sua configuração interna permitia transportar até 180 passageiros.

## Passageiros e tripulantes
| Nacionalidade | Número |
| Indonésia     | 155    |
| Coreia do Sul | 03     |
| Malásia       | 01     |
| Singapura     | 01     |
| França        | 01     |
| Reino Unido   | 01     |

O total de pessoas a bordo era de 162 (155 passageiros e sete tripulantes). Havia no total 144 adultos, 17 crianças e um bebê. A tripulação consistia de quatro comissárias de bordo, piloto, co-piloto e um engenheiro de voo.
Os pilotos eram o comandante Iriyanto, indonésio, 53 anos e ex-piloto da Força Aérea, com 20 537 horas de voo, 6 053 das quais como piloto da AirAsia. O co-piloto Rémi Emmanual Plesel, era francês e tinha 2 247 horas de voo na AirAsia. Nascido na ilha de Martinica, ele havia estudado e trabalhado em Paris e vivia na Indonésia.
O único britânico a bordo, Chi-Man Choi, voltava para casa em Singapura com sua filha de dois anos, Zoe. Os três sul-coreanos eram uma família de missionários cristãos que ia a Singapura renovar seus vistos para mais um ano de estada e missão na Indonésia.

## Relatório
Um relatório preliminar foi divulgado pela Comitê Nacional para a Segurança no Transporte da Indonésia em 29 de janeiro de 2015, um mês após a queda. Nas investigações, analisando os dados dos registros de voo, as autoridades concluíram que a queda demorou três minutos e que o copiloto comandava a aeronave.

### Relatório final
Os repetidos erros no computador do avião, causados por uma falha mecânica, levaram o piloto a perder controlo do aparelho.
O relatório final apresentado em 1 de dezembro de 2015 estabelece que o computador de bordo falhou quatro vezes antes de a aeronave entrar "num estado de bloqueio prolongado, para lá da capacidade de recuperação da tripulação".
O avião voava a uma altura estável e dentro dos limites de peso e equilíbrio, quando o piloto solicitou autorização à torre de controlo para subir de 32 mil para 38 mil pés, de modo a evitar uma tempestade com que se tinha cruzado.
A torre de controlo deu autorização mas o avião virou à esquerda, subiu até aos 37,4  mil pés em 30 segundos e imediatamente desceu para os 32 mil novamente em 30 segundos, antes de começar a cair em direção ao mar.

## Linha do tempo
| Tempo decorrido (HH:MM) | Hora           | Hora                       | Hora                       | Fato |
| Tempo decorrido (HH:MM) | UTC            | Hora Local Indonésia UTC+7 | Hora Local Singapura UTC+8 | Fato |
| ----------------------- | -------------- | -------------------------- | -------------------------- | --- |
| 00:00                   | 27 de dezembro | 28 de dezembro             | 28 de dezembro             | Voo parte do Aeroporto Internacional Juanda Horário programado de partida era 05:20. |
| 00:00                   | 22:35          | 05:35                      | 06:35                      | Voo parte do Aeroporto Internacional Juanda Horário programado de partida era 05:20. |
| 00:37                   | 23:12          | 06:12                      | 07:12                      | Comandante solicita ao controle de tráfego áereo para virar à esquerda devido ao mau tempo, no que foi atendido, mas teve negada a permissão para o avião subir de 32 000 pés (9 754 m) para 38 000 pés (11 580 m) porque havia outra aeronave voando a essa altitude. |
| 00:42                   | 23:17          | 06:17                      | 07:17                      | Avião some do radar |
| 00:43                   | 23:18          | 06:18                      | 07:18                      | Perda do sinal do transponder ADS-B. |
| 01:12                   | 23:47          | 06:47                      | 07:47                      | AirAsia publica no Facebook que o voo QZ8501 de Surabaya para Singapura perdeu contato com o controle de tráfego. |
| 01:20                   | 23:55          | 06:55                      | 07:55                      | O voo é oficialmente declarado desaparecido. Sua última posição conhecida foi sobre o Estreito de Karimata, no Mar de Java, entre as ilhas de Belitung e Kalimantan.                                                                                                   |
|                         | 28 de dezembro | 07:30                      | 08:30                      | A aeronave perde a hora programa para aterrissagem no Aeroporto de Singapura |
| 00:30                   |                | 07:30                      | 08:30                      | A aeronave perde a hora programa para aterrissagem no Aeroporto de Singapura |
| 04:47                   | 03:22          | 10:22                      | 11:22                      | Equipes de busca e salvamento da Agência Nacional de Buscas e Resgate da Indonésia (Basarnas) são ativadas pela Indonésia. |
| 54:25                   | 30 de dezembro | 30 de dezembro             | 30 de dezembro             | Destroços do avião são encontrados próximo da localização do último contato. |
| 54:25                   | 06:00          | 13:00                      | 14:00                      | Destroços do avião são encontrados próximo da localização do último contato. |